# Cumalı, Bozkurt
Cumalı là một xã thuộc huyện Bozkurt, tỉnh Denizli, Thổ Nhĩ Kỳ. Dân số thời điểm năm 2010 là 758 người.